# Православен богословски факултет (Великотърновски университет)
Православният богословски факултет на Великотърновския университет е основан през 1991 г. Първата открита специалност е „Богословие“, след това – „Иконография“.
В духовно, образователно и научно отношение факултетът наследява богатата традиция на Търновската книжовна школа на патриарх св. Евтимий (Търновски).
Декани на факултета са:
- Тотю Коев[2] и
- Казимир Попконстантинов (1999 – 2003).

## Прием
В Богословския факултет се кандидатства с изпити по теология, история, литература и философия.